# Schistolobos
Schistolobos é um género botânico pertencente à família Gesneriaceae.

## Espécie
Schistolobos pumilus

## Nome e referências
Schistolobos W.T.Wang